# Teslem Andala Ubbi
Teslem Andala Ubbi, née le 30 mai 1994 dans le camp de réfugiés d'Aousserd près de Tindouf (Algérie), plus connue sous le nom de Tesh Sidi (arabe : تسلم سيدي), est une femme politique hispano-sahraouie.
Après avoir milité pour l'indépendance du Sahara occidental, elle est élue députée au Congrès dans la circonscription de Madrid, sur la liste de la coalition Sumar, après avoir été proposée par le parti Más Madrid.

## Jeunesse
Tesh Sidi naît dans le camp de réfugiés d'Aousserd près de Tindouf, en Algérie, le 30 mai 1994. Elle est élevée par sa grand-mère, exilée en Mauritanie, entre ses quatre et ses sept ans, suivant un mode de vie bédouin, avant de revenir à Tindouf. Elle déménage à Alicante en Espagne, lorsqu'elle a 12 ans pour vivre avec une famille d'accueil, avant d'en partir à 18 ans pour étudier et travailler.
Elle suit des études d'ingénierie informatique à l'université d'Alicante. Elle déménage ensuite à Madrid après avoir obtenu son diplôme, trouvant facilement du travail notamment grâce au début de la révolution informatique. Elle valide plus tard un master en mégadonnées et intelligence artificielle à l'université européenne de Madrid.

## Débuts
Après le déclenchement des combats de 2020 au Sahara occidental, dans le contexte du conflit dans cette région, anciennement colonisée par l'Espagne sous le nom de Sahara espagnol puis revendiquée et majoritairement contrôlée par le Maroc, Tesh Sidi s'implique en militant pour le droit à l'autodétermination du peuple sahraoui, en assumant la présidence de l'Association sahraouie à Madrid. Elle créée plus tard SaharawisToday, une plateforme de communication en ligne spécialisée dans ce conflit.
Tesh Sidi participe au XVIe Congrès du Front Polisario (es) en tant que congressiste, en plus de couvrir l'événement pour son média. Elle ne fait pas partie de la direction ni des militants du Front Polisario, mais considère que c'est une organisation qui représente tous les sahraouis.

## Parcours politique
Tesh Sidi est choisie pour figurer sur la liste du parti Más Madrid, en 11e position, pour les élections à l'Assemblée de Madrid de 2023, mais sa candidature est rejetée par la commission électorale de Madrid pour motif qu'elle est domiciliée administrativement à Malaga et non à Madrid.
En vue des élections générales de 2023, elle figure en 3e position sur la liste de la coalition Sumar dans la circonscription de Madrid sous les couleurs de Más Madrid. Ce choix est envisagé comme un signe positif envoyé au mouvement pour l'indépendance du Sahara occidental en Espagne et une façon de se démarquer pour la coalition menée par Yolanda Díaz, de la position pro-marocaine du président du gouvernement Pedro Sánchez,.
Élue lors de ces élections, Tesh Sidi devient ainsi la première femme sahraouie à être membre du Congrès des députés et la première personne sahraouie à y siéger depuis la fin de la dictature franquiste, durant laquelle la province du Sahara y était représentée,. Son élection est critiquée par la presse marocaine mais célébrée par le délégué du Front Polisario en Espagne, Abdullah Arabi. Lors de la session constitutive du Congrès, elle porte un t-shirt sur lequel figurent les dates de la colonisation espagnole du Sahara.

## Vie privée
Elle obtient la nationalité espagnole en juin 2022 après 20 ans de résidence ininterrompue en Espagne. Elle détient également la nationalité de la République arabe sahraouie démocratique, non reconnue par l'Espagne, ce qui lui a valu des problèmes administratifs jusqu'à ce que sa situation soit régularisée.